# Budy (powiat białostocki)
Budy (w miejscowej gwarze białoruskiej: Бу́ды, czyli Budy, z akcentem na pierwszą sylabę) – praktycznie, w większej części nieistniejąca już, wieś w Polsce położona w województwie podlaskim, w powiecie białostockim, w gminie Michałowo.
W latach 1975–1998 miejscowość należała administracyjnie do województwa białostockiego.
Wierni kościoła rzymskokatolickiego należą do parafii Przemienienia Pańskiego w Jałówce, a prawosławni do parafii Podwyższenia Krzyża Świętego w Jałówce.

## Zarys historyczny

### Początki wsi w XVIII wieku
Powstanie wsi odnotowano już w XVIII wieku. W owym czasie na polecenie dworu w Jałówce na jej terenie wypalano popiół. Fakt ten potwierdza to, że późniejsi mieszkańcy Bud, którzy kopali studnie lud inne doły (np. na kopce do przechowywania ziemniaków) często natrafiali na ślady rozległych starych palenisk. Potwierdza to też jej nazwa, Budy, która prawdopodobnie pochodzi od ludzi się tym zajmujących, „budników”, którzy prowadzili wyręb lasu i pozyskiwali surowce z niego pochodzące, a którzy pierwotnie mieszkali w tymczasowych, naprędce skleconych, „budach”.
Odnotowano, że po 1764 pojawili się tutaj też smolarze a miejsce bud zaczęły zajmować także ich zagrody. Wieś się rozwijała i przypuszczalnie na początku XIX w osiedliły się w niej dwie rodziny kołodziejów. Wzniesiono budynek, gdzie formowano obręcze do kół, zwany „parnią”.

### Rozwój wsi w XIX wieku
W 1857 w Budach zamieszkało już 57 osób (28 mężczyzn i 29 kobiet).
W 1861 na mocy dekretu cara Aleksandra II Romanowa przeprowadzono uwłaszczenie chłopów w Imperium Rosyjskim (także na ziemiach zabranych, czyli części zaboru rosyjskiego poza Kongresówką, gdzie leżała wieś Budy). We wsi Budy z dniem 1 stycznia 1869 uwłaszczono 20 rodzin (liczących razem 88 osób), w tym 4 rodziny ogrodników. Otrzymały one ogółem na własność 385 dziesięcin (420,61 ha) ziemi, w tym 43,10 dziesięcin (47,09 ha) nieużytków. Nie była to operacja bezpłatna. Każdy uwłaszczona rodzina płaciła rocznie po 143 rubli 36 kopiejki w ramach spłaty rat, a ostatnie raty zostały spłacone dopiero w styczniu 1913.
Słownik geograficzny Królestwa Polskiego i innych krajów słowiańskich w suplemencie zawartym w tomie XV wydanym w 1900, na str. 263, podaje następujące dane dotyczące tej wsi:

Budy, wieś, powiat wołkowyski, 3 okrąg polski, gmina Szymki, 49 wiorst od Wołkowyska, z uroczyskiem Puste, 411 dziesięcin.

Wynika z tego, że wieś położona była ówcześnie w powiecie wołkowyskim, w 3. okręgu polskim, w gminie Szymki i razem z uroczyskiem Puste zajmowała obszar wielkości 411 dziesięcin, czyli ponad 449 hektarów gruntu.

### Dalszy rozwój wsi w I połowie XX wieku i jej praktyczna likwidacja na początku lat osiemdziesiątych

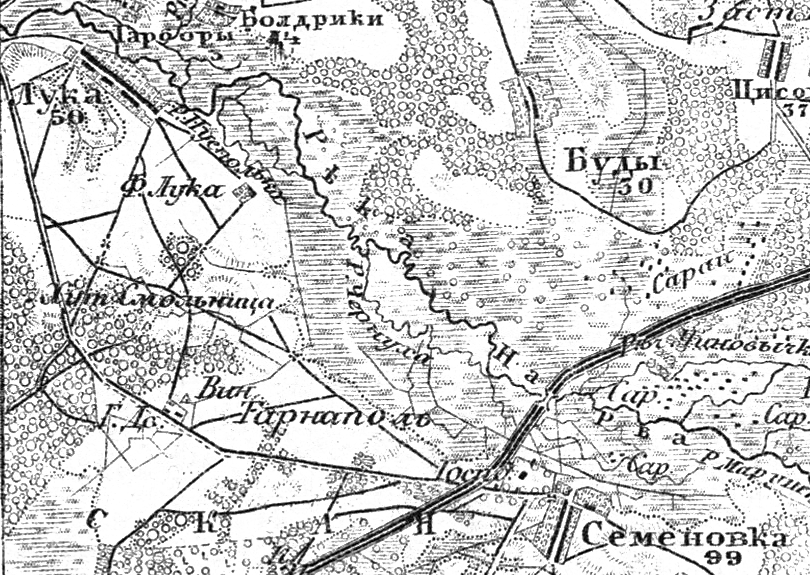
Wieś Budy (oznaczona jako Буды) na starej rosyjskojęzycznej mapie.

Na początku sierpnia 1915 we wsi mieszkało 39 rodzin, które posiadały łącznie 47 szt. koni, 120 szt. bydła i 347 owiec.
W związku z działaniami wojennymi I wojny światowej w połowie sierpnia 1915 prawie wszyscy mieszkańcy (36 rodzin), pozostawiwszy swój dorobek, wyjechali w głąb Rosji, skąd wielu (w wyniku śmierci spowodowanej chorobami i głodem) nigdy już nie wróciło. Powrót ocalałych uciekinierów trwał do 1923.
Według danych pochodzących z Pierwszego Powszechnego Spisu Ludności z 1921 w Budach mieszkało 192 osób (z czego 89 byli to mężczyźni a 103 – kobiety). Wszyscy oni utrzymywali się z rolnictwa.
W tamtym czasie Budy były typową wsią ulicówką. Jadąc drogą z Szymek do Bondar można było spostrzec po prawej stronie Bud budynki mieszkalne, a po ich lewej stronie zabudowania gospodarcze.
W 1929 we wsi przeprowadzono scalanie gruntów.
Po tej operacji duża część rolników przeniosła swoje zabudowania na tzw. kolonie. W wyniku czego w jej końcowym okresie zabudowa wsi była już typu mieszanego: po części była typu dość krótkiej ulicówki, ale posiadała też liczną zabudowę rozproszoną, tzw. kolonie, gdzie poszczególne zabudowania gospodarstw były znacznie od siebie oddalone i położone zwykle w centralnym punkcie posiadanej ziemi. Było to większości budownictwo drewniane, typowe dla tych okolic.
Po II wojnie światowej w Budach działał oddział szkoły powszechnej, w którym uczyły się młodsze dzieci.
Dał zaobserwować się postępujący trend migracyjny; przesiedlanie się, zwłaszcza osób młodych, do różnych rejonów Polski. Związane to było z możliwości dalszego kształcenia się i podejmowania pracy w mieście.
W latach 60. i 70. XX w. w centrum wsi mieścił się sklep, pod nazwą CRS Punkt Sprzedaży Pomocniczej, prowadzony przez jednego z mieszkańców wsi, pana Stefana Kuźmę, w wydzielonej części jego domu. W chwilach wolnych od zajęć, sklep oraz pole położone po drugiej stronie drogi, naprzeciwko sklepu stanowiło nieoficjalne miejsce spotkań mieszkańców wsi.
Dużą część mieszkańców Bud stanowili polscy Białorusini i wyznawcy prawosławia, a wieś Budy (wraz z pobliskimi, także już nieistniejącymi wsiami Rudnia, Łuka, Bołtryki, Garbary) zaliczana była do tradycyjnych białoruskich wiosek. Wśród mieszkańców występowały m.in. nazwiska takie jak Awruk, Leszczuk, Sikora, Timoszuk.
Głównym źródłem utrzymania mieszkańców wioski było rolnictwo: w większości była to hodowla bydła (głównie w celu pozyskania mleka) i trzody chlewnej (świnie), w mniejszej liczbie owiec. W związku z tym dużą część areału stanowiły łąki, służące do wypasu bydła, owiec i nierogacizny oraz pozyskiwania siana, służącego za paszę w okresach braku wegetacji. Ziemia tutaj nie była zbyt wysokiej klasy więc wysiewano głównie takie zboża jak żyto i owies, w mniejszej ilości grykę i pszenicę; sadzono głównie ziemniaki i buraki pastewne. Plony częściowo sprzedawano, a częściowo przeznaczano na potrzeby własne i do skarmiania przez zwierzęta.
We wsi działał punkt skupu mleka (prowadzony na terenie gospodarstwa rodziny Leszczuk, zwanych potocznie Karachojda).
W związku z tym, że już na początku lat 60. XX w. planowano lokalizację zbiornika wodnego na tych terenach, zakazano budowania nowych obiektów i była to jedna z ostatnich wsi na tym obszarze, która do samego jej końca nie doczekała się elektryfikacji.
Z tych m.in. powodów, w latach 1979–1982, większość rolników, bez większego oporu sprzedała swoje gospodarstwa rolne wraz z zabudowaniami państwu i przeprowadziło się z Bud do Białegostoku i w Hajnówki, gdzie wykupiło mieszkania spółdzielcze. A część rodzin została przesiedlona m.in. do Michałowa i Bondar, gdzie wybudowano dla nich nowe osiedla mieszkaniowe.

### Stan obecny
Wieś Budy została prawie całkowicie zalana wodą zalewu Siemianówka; z całej wsi pozostało pierwotnie tylko 5 gospodarstw rolnych na koloniach, położonych na północ od zbiornika; w tym jedno, położone przy drodze prowadzącej w stronę wsi Lewkowo Stare i Szymki. Przy niższych stanach wody w tej części zalewu można też zaobserwować wyspę wyłaniającą się w miejscu, gdzie uprzednio znajdował się najwyższy pagórek położony na terenie dawnej wsi.
Według danych pochodzących z Narodowego Spisu Powszechnego Ludności i Mieszkań z 2011 w Budach w 2011 mieszkały 4 osoby (wszyscy mężczyźni, brak kobiet).
Obecnie na terenach znajdujących się niedaleko zbiornika wodnego pobudowano domki letniskowe zamieszkane jedynie czasowo.

## Zmiany stanu ludności wsi na przestrzeni wieków
| Rok  | 0 – 15 | 0 – 15 | 16 – 29 | 16 – 29 | 30 – 59 | 30 – 59 | 60 i więcej | 60 i więcej | Razem | Razem | Ogółem | Inne dane |
| Rok  | K      | M      | K       | M       | K       | M       | K           | M           | K     | M     | Ogółem | Inne dane |
| ---- | ------ | ------ | ------- | ------- | ------- | ------- | ----------- | ----------- | ----- | ----- | ------ | --- |
| 1857 | ?      | ?      | ?       | ?       | ?       | ?       | ?           | ?           | 29    | 28    | 57     | |
| 1869 | ?      | ?      | ?       | ?       | ?       | ?       | ?           | ?           | ?     | ?     | 88     | ogółem 20 rodzin |
| 1915 | ?      | ?      | ?       | ?       | ?       | ?       | ?           | ?           | ?     | ?     | ?      | ogółem 39 rodzin |
| 1921 | ?      | ?      | ?       | ?       | ?       | ?       | ?           | ?           | 103   | 89    | 192    | |
| 1950 | 39     | 24     | 42      | 30      | 36      | 31      | 18          | 21          | 135   | 106   | 241    | |
| 1960 | 36     | 28     | 22      | 23      | 38      | 36      | 27          | 26          | 123   | 113   | 236    | |
| 1970 | 35     | 23     | 17      | 28      | 35      | 36      | 28          | 27          | 115   | 114   | 229    | |
| 1980 | 10     | 5      | 28      | 18      | 32      | 30      | 28          | 24          | 98    | 77    | 175    | |
| 1990 | –      |        | –       | .       | 4       | –       | 3           | 5           | 7     | 5     | 12     | |
| 1995 | –      | –      | – –     | – –     | 3       | –       | 2           | 3           | 5     | 3     | 8      | |
| 2011 | 0      | ?      | 0       | ?       | 0       | ?       | 0           | ?           | 0     | 4     | 4      | w wieku produkcyjnym, 18–64 lat: 3 osoby (w tym w wieku mobilnym, 18–44 lat: 1 os., w wieku niemobilnym, 45–64 lat: 2 os.) w wieku poprodukcyjnym, 65 lat i więcej: 1 os. |

Legenda do tabeli:
- K – liczba kobiet
- M – liczba mężczyzn
- ? – brak danych

Źródła danych zgromadzonych w powyższej tabeli:
- lata 1857–1921 – Leszek Nos, Monografia Gminy Michałowo, Towarzystwo Przyjaciół Ziemi Michałowskiej, Białystok 1996, s. 129–130
- lata 1950–1995 – tabela 30, pochodząca z powyższej monografii, znajdująca się na str. 223.; wg podanej tam informacji: Tabelę opracowano na podstawie książki meldunkowej wsi Budy oraz kart osobowych mieszkańców znajdujących się w Urzędzie Gminy w Michałowie. Stan na dzień 31 grudnia.
- rok 2011 – dane według Narodowego Spisu Powszechnego Ludności i Mieszkań z 2011 w serwisie Polska w liczbach i Ludność w miejscowościach statystycznych według ekonomicznych grup wieku. Stan w dniu 31.03.2011 r.